# Kuno Rechkemmer
Kuno Rechkemmer (* 12. November 1951 in Heilbronn) ist ein deutscher Wirtschaftsingenieur.

## Leben
Nach dem Studium mit Abschluss Diplom-Wirtschaftsingenieur und der Promotion an der Universität Karlsruhe war er zunächst bei Lawrence Klein an der Wharton School der University of Pennsylvania tätig. Sein Interesse galt qualitativen Frühindikatoren, wie Erwartungen und Einschätzungen, und deren Bedeutung für ökonometrische Erklärungs- und Prognosemodelle. Wesentliche Analyse- und Steuerungskonzepte des Konzepts der Inneren Qualität und deren Managements – Management Innerer Qualität (MIQ) – haben hier ihre Wurzeln.
1983 wechselte er zur Daimler-Benz AG, Stuttgart. Dort war er als Direktor des Bereichs Mergers & Acquisitions tätig. Er führte Forschungsprojekte auf dem Gebiet der Corporate Governance an der Universität Tübingen, Franz Xaver Bea, der Universität St. Gallen, Emil Brauchlin, und der MIT Sloan School of Management, John F. Rockart, durch.
Von 2000 bis 2005 war er Universitätsprofessor für Allgemeine Betriebswirtschaftslehre an der Europa-Universität Viadrina. Zugleich war er am Stuttgart Institute of Management and Technology sowie in verschiedenen Beratungsfunktionen tätig.
2005 gründete er zusammen mit Uwe Eppinger, Roderich Fischer und Patricia Rechkemmer das CGIFOS Institute.
Kuno Rechkemmer ist Altstipendiat der Konrad-Adenauer-Stiftung sowie des Deutschen Akademischen Austauschdienstes.